# رؤیا پیرایی
رؤیا پیرایی، کنشگر اجتماعی اهل ایران است. او در سال ۲۰۲۲ جز ۱۰۰ زن بی‌بی‌سی قرار گرفت. رؤیا پیرایی دختر مینو مجیدی است که در جریان خیزش ۱۴۰۱ ایران در کرمانشاه به‌دست نیروهای حکومتی جمهوری اسلامی ایران کشته شد. از تصویر رویا پیرایی در کنار آرامگاه مادر کشته شده‌اش، در حالی که استوار به دوربین خیره شده و گیس بریده‌اش را در دست دارد، به عنوان یکی از تاثیرگذارترین تصاویر این اعتراضات یاد شده‌است. پیرایی همچنین در پاریس با امانوئل مکرون، رئیس‌جمهوری فرانسه، دیدار کرد تا برای حمایت بین‌المللی از معترضان ایران تلاش کند.